# Vourinos
Vourinos (græsk: Βούρινος) er en bjergkæde, der dækker de regionale enheder Grevena mod øst og Kozani mod syd i Grækenland. Det er 1.866 meter højt og ca. 30 km fra nordvest til sydøst. Det afvandes af floden Haliacmon og dens bifloder. Der er skove på de nordlige skråninger og de lavere områder, de højere højder er dækket af græsarealer. De nærmeste bjergkæder er Askio mod nord og Kamvounia mod sydøst.
De nærmeste landsbyer er Chromio mod øst, Palaiokastro mod nordvest og Pontini mod sydvest. De nærmeste større byer er Grevena mod vest og Kozani mod nordøst. Egnatia Odos- motorvejen (Igoumenitsa - Ioannina - Kozani - Thessaloniki - Alexandroupoli) og den græske nationale vej 20 (Kozani - Konitsa - Ioannina) passerer langs den nordlige kant.

## Historie
Bjerget er kendt for at være udspring for et af de to revolutionære udbrud af den makedonske revolution i 1878 og krævede forening af Makedonien (dengang stadig under kontrol af det osmanniske imperium) med Grækenland.